# Ato contra o Comércio de Escravos de 1807

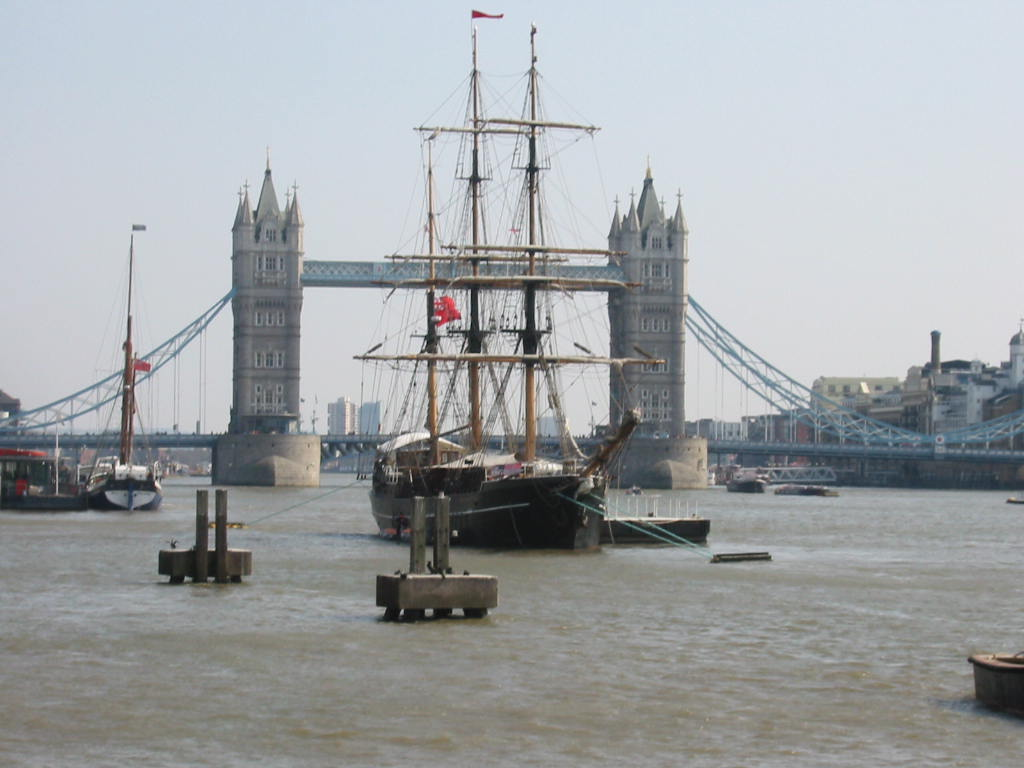
Uma réplica do navio negreiro Zong, ancorado próximo à Tower Bridge em abril de 2007, nas comemorações dos 200 anos do Ato contra o Comércio de Escravos de 1807.

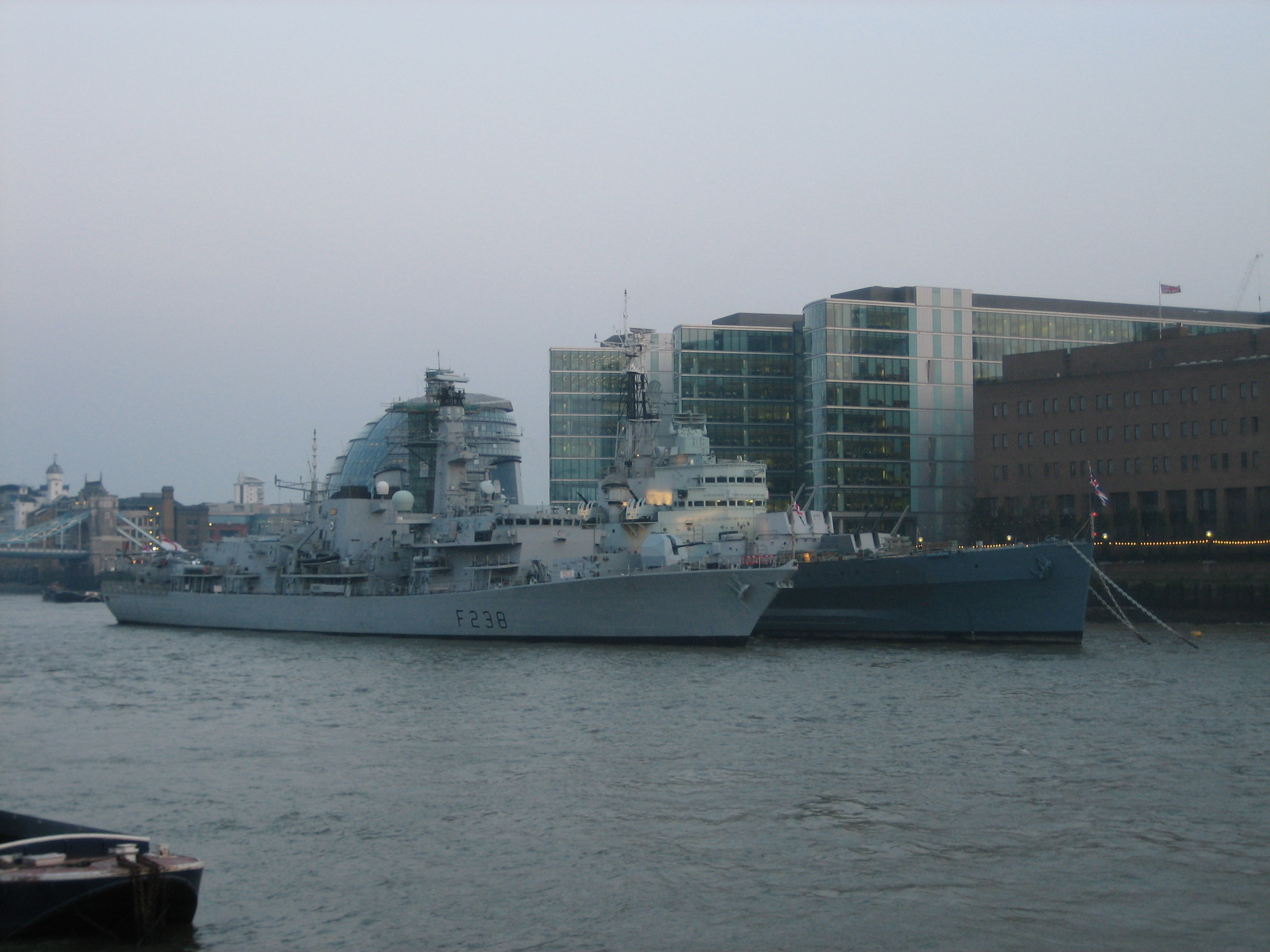
O HMS Northumberland ao lado do durante as mesmas comemorações, representando as modernas operações anti-escravatura.

O Ato contra o Comércio de Escravos de 1807 (citação 47 Geo III Sess. 1 c. 36) foi um ato do parlamento do Reino Unido aprovado em 25 de março de 1807, com o longo título de "Um Ato para a Abolição do Comércio de Escravos". O ato original está nos Arquivos do Parlamento. O ato aboliu o comércio de escravos no Império Britânico, mas não a escravidão propriamente dita; que teve de esperar pelo Ato de Abolição da Escravatura de 1833. O comércio britânico de escravos começou em 1562, durante o reinado de Elizabeth I, quando John Hawkins chefiou a primeira expedição escravagista.
O Comitê para a abolição do comércio de escravos, que conduziu a campanha que resultou no ato, era um grupo de protestantes evangélicos aliado aos quakers e unidos em sua oposição à escravatura e ao tráfico de escravos. Os quakers viam há muito tempo a escravidão como imoral, uma chaga para a humanidade. Em 1807, os grupos abolicionistas tiveram uma representação bastante significativa no Parlamento do Reino Unido. Eles contavam com cerca de 35-40 assentos.
Conhecida como os "santos", esta aliança era chefiada por William Wilberforce, o mais importante dos militantes anti-escravagistas. Estes parlamentares tinham assessoria jurídica de James Stephen, cunhado de Wilberforce, e eram extremamente dedicados. Eles muitas vezes viam a sua batalha pessoal contra a escravatura como uma cruzada divinamente ordenada. Além disso, muitos que eram anteriormente neutros sobre o tema escravidão foram trazidos para o lado da causa abolicionista pelas preocupações com a segurança após a bem-sucedida rebelião dos escravos que resultou na Independência do Haiti em 1804.
O número de simpatizantes da causa abolicionistas aumentou com a precária situação do governo sob a direção de Lorde Grenville (seu curto período como primeiro-ministro ficou conhecido como o Ministério de Todos os Talentos). Grenville pessoalmente comandou a luta pela aprovação do projeto de lei, na Câmara dos Lordes, enquanto na Câmara dos Comuns o projeto foi liderado pelo Secretário do Exterior, Charles James Fox, que morreu antes que ele fosse finalmente transformado em lei. Não muito tempo após o ato ter sido aprovada, o governo do Grenville perdeu força para o Duque de Portland. Apesar desta mudança, os governos britânicos posteriores continuaram a apoiar a política de acabar com o tráfico de escravos.
Após os britânicos acabarem com seu próprio comércio de escravos, eles pressionaram outras nações para fazerem o mesmo. Isso refletiu um sentimento moral de que o comércio deveria ser extinto em todos os lugares e um receio de que as colônias britânicas deixassem de ser competitivas. Uma campanha britânica contra o tráfico de escravos por outras nações foi um esforço sem precedentes de política externa. Os Estados Unidos da América aboliram o seu comércio de escravos africanos no mesmo período, porém eles não tentaram abolir a escravidão na América.
Tanto as leis americanas quanto as britânicas foram promulgadas em março de 1807, a lei britânica entrou em vigor em 1 de maio de 1807, e a americana em 1 de janeiro de 1808. As pequenas nações comerciais que não tinham grandes negócios a perder, como a Suécia, rapidamente seguiram o exemplo, como também fizeram os Países Baixos. A Marinha Real Britânica declarou que os navios que transportassem escravos seriam considerados como piratas, e, portanto, sujeitos a serem destruídos e seus homens capturados estando potencialmente sujeitos à execução. A aplicação da lei nos Estados Unidos foi menos eficaz, e seu governo recusou-se a executar uma ação conjunta, em parte devido à preocupação com o recrutamento compulsório dos britânicos.
Entre 1808 e 1860, o Esquadrão da África Ocidental apreendeu cerca de 1 600 navios de escravos e libertou 150 000 africanos que estavam a bordo. A ação foi também tomada contra líderes africanos que se recusaram a concordar com os tratados britânicos para tornar o comércio ilegal, por exemplo, contra "o usurpador rei de Lagos", deposto em 1851. Os tratados anti-escravidão foram assinados com mais de 50 governantes africanos.
Na década de 1860, os relatos de David Livingstone sobre as atrocidades cometidas pelo comércio árabe de escravos na África despertaram o interesse do público britânico, reavivando o movimento abolicionista. A Marinha Real Britânica ao longo da década de 1870 tentou suprimir "este abominável comércio oriental", em Zanzibar, particularmente. Em 1890 a Grã-Bretanha obteve o controle da importante ilha estratégica de Heligolândia, no Mar do Norte para a Alemanha em troca do controle de Zanzibar para auxiliar nos esforços de proibir o comércio escravagista.